# Paulina Wallin
Paulina Wallin (16 februari 1983) is een Zweeds voormalig langebaanschaatsster.
In 2002 kwam Wallin voor Zweden uit op de Wereldkampioenschappen schaatsen junioren 2002 in Collalbo, waar ze startte op de ploegenachtervolging en als 42e eindigde in het eindklassement.
Wallin startte op vele wereldbekerwedstrijden, en kwam uit op de Wereldkampioenschappen schaatsen sprint 2006 in Thialf, waar ze met een 29e plek genoegen moest nemen. In 2007 behaalde ze met 158,655 punten de 23e plek. Dat jaar startte ze ook op de Wereldkampioenschappen schaatsen afstanden 2007.
Wallin schaatste haar laatste wedstrijd op 10 september 2018.

## Records

### Persoonlijke records[3]
| Afstand    | Tijd    | Datum           | Baan           |
| ---------- | ------- | --------------- | -------------- |
| 500 meter  | 38,75   | 10 maart 2007   | Salt Lake City |
| 1000 meter | 1.18,72 | 25 maart 2006   | Calgary        |
| 1500 meter | 2.12,27 | 6 november 2004 | Calgary        |
| 3000 meter | 4.48,36 | 7 december 2002 | Erfurt         |
| 5000 meter | 8.54,24 | 29 januari 2006 | Göteborg       |

Wallin bezit het nationale Zweedse record op de 500 meter met 38,75 die ze in 2007 in Salt Lake City reed.

## Privé
Paulina Wallin is de oudere zus van Claudia Wallin. Samen met nog een zus ging zij op 9 a 10-jarige leeftijd voor het eerst schaatsen met haar vader in Gothenburg.